# Assiute
Assiute (أسيوط, em árabe; Zawty, em egípcio) é a capital da província egípcia de Assiute, no vale do rio Nilo, a meio caminho entre o Cairo e Luxor. A moderna Assiute, localizada a 27º11'N e 31º10'E, conta com mais de 400 000 habitantes e é a cidade egípcia com o maior número de cristãos coptas. A Universidade de Assiute é uma das maiores do país.
A antiga Assiute, situada a 27°10′00″ N, 31°08′00″ E, era a capital do 13º nomo do Alto Egito.

## Etimologia
O nome da cidade advém do egípcio primitivo Zawty (egípcio tardio, Səyáwt), recebido pelo copta como Syowt ⲥⲓⲟⲟⲩⲧ. No Egito greco-romano, chamava-se Licópolis (ἡ Λύκων πόλις, em grego), na antiga província de Tebaida.

## História
O seu lugar na história do Egito foi assegurado pela sua posição estratégica, num ponto em que o deserto líbio invade as terras de cultivo e torna o vale do Nilo mais estreito e onde a rota das caravanas de Darb el-Arabin deixa o oásis de Carga para seguir para o sul.
Embora a cidade e os seus santuários (em especial o templo do deus-lobo local, Wepwawet) sejam mencionados com frequência nos textos egípcios, os vestígios descobertos até agora são quase exclusivamente relacionados com a necrópole de Assiute, a oeste da cidade moderna. Os túmulos mais importantes datam das 9ª-10ª e 12ª dinastias, mas também se encontram dois túmulos da dinastia raméssida (os de Siese e Amenófis III).
Durante o primeiro período intermédio, os grandes senhores do nomo licopolita, Queti I, Itefibi e Queti II, eram firmes apoiantes dos reis de Heracleópolis, e o nomo constituía o limite setentrional do território heracleopolitano. Textos biográficos provenientes de Assiute fornecem informações preciosas sobre a história do conflito com os nomos dㅔo sul (ou seja, a 11ª dinastia). A vitória final de Tebas afetou negativamente o estatuto do Djefaihapy I-II, dignitários do nomo da 12ª dinastia, mas os seus túmulos mantiveram o nível artístico do período anterior.